# Gardolo
Gardolo (deutsch veraltet: Garl) ist eine Fraktion und ein Stadtteil im Norden der Trentiner Landeshauptstadt Trient. Er hat 14.963 Einwohner (2024).

## Lage
Der Ort liegt unmittelbar nördlich von Trient, östlich des Flusses Etsch. Nachbarorte sind Gardolo di Mezzo im Nordwesten, Montevaccino im Westen und Martignano im Süden. 

## Geschichte
Im Gebiet von Gardolo wurden frühgeschichtliche Siedlungsreste gefunden. Seit dem 12. Jahrhundert ist der Ortsname als (lat.) de Gardulis belegt. In Ortsnähe befand sich früher ein bedeutsamer Steinbruch, dessen Material etwa zum Bau des Doms von Trient verwendet wurde. Im Ersten Weltkrieg wurde zwischen der Brennerbahn und der Etsch ein österreichisch-ungarischer Militärflugplatz errichtet, auf dem bis zu 50 Flugzeuge der k.u.k. Luftfahrtruppen stationiert waren. In den 1920er und 1930er Jahren wurde der Flughafen zivil genutzt. Im Zweiten Weltkrieg wurde er wieder militärisch genutzt (von der Wehrmacht). 1969 wurde der Flughafen von Gardolo aufgegeben. An seiner Stelle wurde bei Mattarello im Süden von Trient der neue Flugplatz Trient in Betrieb genommen.

## Verkehr
In Gardolo liegt die Ausfahrt Trento Nord der Brennerautobahn, der Verladebahnhof Trient (Interporto Trento) und ein Bahnhof der Nonstalbahn. Außerdem wird Gardolo von der Brennerstaatsstraße (SS12) gequert.

## Sehenswürdigkeiten
- Pfarrkirche Mariä Heimsuchung
- Glockenturm der alten, später teilweise in ein Wohnhaus umgewandelten Kirche
- Monte Croce oder Kalvarienberg mit Kapelle